# Mesochorus sedis
Mesochorus sedis là một loài tò vò trong họ Ichneumonidae.